# Trapano
Il trapano è una macchina utensile (anche detto trapanatrice). Nel caso di apparecchi portabili o di piccole dimensioni elettrici si parla di "elettroutensile". È utilizzato per eseguire fori o lavorazioni che richiedano l'utilizzo di utensili rotanti, come ad esempio le punte elicoidali, gli alesatori, i lamatori, i maschi e le filiere. 

## Storia
Il trapano manuale, o succhiello, esiste fin dall'epoca romana e consisteva in una punta su cui si arrotolava un cordino fissato alle due estremità a un'asse forata, in cui si inseriva la punta. Spingendo l'asse verso il basso, la corda faceva girare rapidamente la punta, che così poteva perforare il legno o la pietra. 
L'invenzione del primo trapano elettrico è accreditata ad Arthur James Arnot e William Blanch Brain nel 1889, a Melbourne, Australia.
Mentre Wilhelm Emil Fein, fondatore della C. & E. Fein inventò il trapano elettrico portatile nel 1895 a Stoccarda, Germania. Nel 1917 Duncan Black e Alonzo Decker, titolari dell'azienda che prese il nome dai loro cognomi, la Black & Decker, brevettarono e produssero un trapano elettrico portatile con un interruttore a grilletto montato su un'impugnatura a pistola.

## Funzionamento
Il trapano utilizza come utensile una punta elicoidale. L'asportazione di truciolo avviene attraverso moto di taglio rotatorio dell'utensile e moto di alimentazione traslatorio dello stesso utensile. Il moto di lavoro, ottenuto dalla composizione del moto di taglio e del moto di alimentazione, è di tipo elicoidale.
La forma del truciolo dipende dal tipo di materiale lavorato e dall'utensile utilizzato. In generale materiali duttili (ad esempio acciaio) danno trucioli più lunghi e uniti, mentre materiali più fragili danno trucioli più sbriciolati.

## Tipologie
I trapani esistono sia in versioni fisse che portatili.

### A colonna

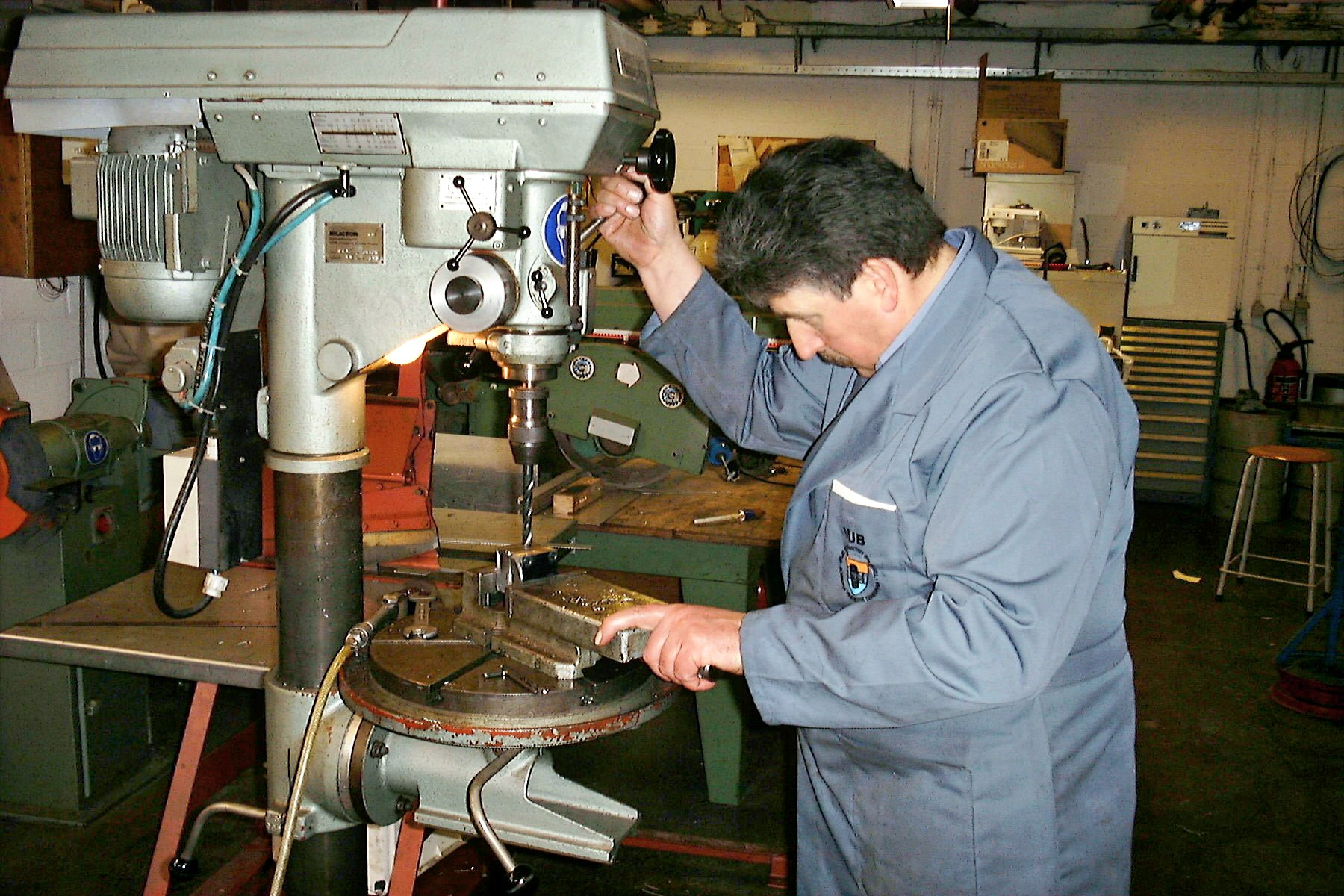
Trapano a colonna

Il trapano a colonna è composto da un basamento sul quale è fissata una colonna; su questa è applicato il piano di lavoro, ovvero una tavola in ghisa dove si fissano i pezzi da lavorare. Sul piano è possibile fissare una morsa; esso può scorrere in senso verticale e ruotare. Il meccanismo di azionamento può essere a cremagliera o idraulico. Le versioni piccole si posizionano su un tavolo da lavoro, mentre quelle grandi hanno il basamento che poggia a terra. All'estremità superiore della colonna vi è la testata del trapano, dove sono collocate tutte le parti meccaniche in movimento. Vi è il gruppo cambio velocità, che può essere a cinghie o ad ingranaggi; solitamente la trasmissione a cinghia è utilizzata per trapani con avanzamento manuale oppure con punte di diametro inferiore a 30 mm, mentre la trasmissione ad ingranaggi si utilizza solitamente su trapani con avanzamento automatico, oppure là dove le punte superano il diametro di 30 mm (questo perché la trasmissione a cinghia sfrutta principalmente una forma di attrito volvente e tende a "slittare" se sottoposta a carichi molto alti). Un motore elettrico genera la forza motrice trasmessa tramite cinghia o ingranaggi al mandrino, cioè l'albero rotante sul quale si fissano gli utensili. Il mandrino si muove verticalmente ed è collegato ad un timone, che mosso dall'operatore in senso circolare permette all'utensile di alzarsi o abbassarsi.

### Radiale o a bandiera
I trapani radiali vengono utilizzati per eseguire fori, asole, scanalature su pezzi grandi e pesanti che difficilmente si potrebbero posizionare sul bancale di ordinarie macchine utensili.
In questo tipo di macchine è infatti l'utensile che si porta in posizione sul pezzo. I trapani radiali sono costituiti da un basamento sul quale è fissata una robusta colonna, sulla quale a sua volta è scorrevole un fodero cilindrico che porta un braccio, da cui la denominazione di bandiera, con delle guide orizzontali sulle quali scorre un carrello con la testa del trapano e tutti gli altri organi collegati.
Di norma la testata di questi trapani è molto simile a quella delle fresatrici medie di uso generale, ovvero contiene una scatola con cambio di velocità, solitamente almeno 4, che mediante appositi alberi di rinvio con ingranaggi sempre in presa, permettono di ridurre o aumentare ulteriormente il regime di rotazione dell'albero del mandrino in funzione del diametro di foratura o delle specifiche lavorazioni da effettuare.
La particolare costruzione di tali trapani fa sì che utilizzando opportune maschere o attrezzature di staffaggio, adattate opportunamente al pezzo, si possono effettuare lavorazioni di maschiatura, fresatura, alesatura, barenatura in piccola serie con buoni risultati, compatibilmente alle tolleranze dimensionali del pezzo e del grado di rugosità richiesto alla superficie finale dopo la lavorazione.

### A percussione

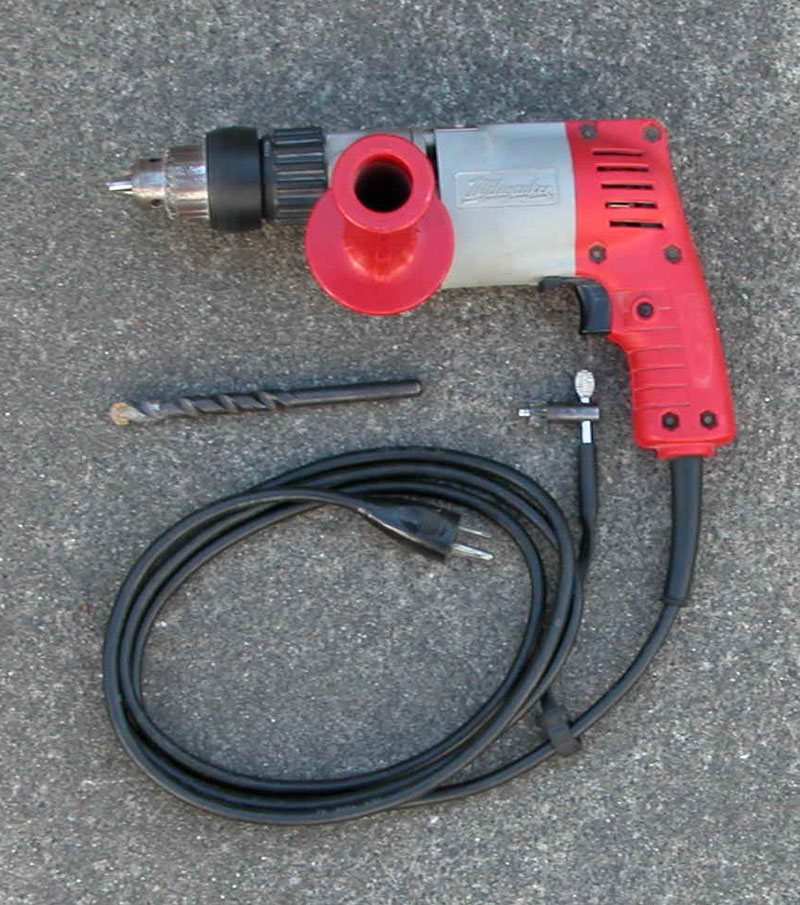
Esempio di trapano a percussione

Molti trapani portatili dispongono della funzione di "percussione", praticamente indispensabile per forare pietra e cemento: utilizzando punte elicoidali specifiche, attivando questa funzione, il mandrino aggiunge al moto rotatorio un rapido moto battente, assiale alla punta, comportandosi come un martello avente una massa equivalente a quella del trapano. Sono disponibili mandrini autoserranti di precisione, sostitutivi di quelli in dotazione, molto comodi nell'uso, per una maggiore forza di serraggio della punta senza bisogno di chiave; con questi, però, è bene evitare la funzione percussione, che porterebbe ad una prematura usura del mandrino. Un accorgimento da adottare con i mandrini a chiave, e in particolare con punte di grande diametro, consiste nell'effettuare il serraggio su tutti e tre i punti di innesto della chiave. Data la loro bassa forza di serraggio, la punta tende a ruotare facilmente tra le ganasce del mandrino. Avendo queste la superficie cementata o temperata, ovvero estremamente dura, il codolo della punta, se questa è di bassa qualità, subirebbe una tornitura, rovinandone la superficie. Questo fenomeno non avviene nelle punte di elevata qualità, costituite interamente in acciaio super rapido; in questo caso il codolo resiste all'abrasione delle ganasce. L'unica conseguenza della rotazione fra queste è il cambio di colore del codolo, dovuto all'elevata temperatura raggiunta per attrito.
Per lavori impegnativi, sia di bricolage che professionali, sono disponibili tipi di trapani portatili adatti a perforare cemento armato e pietra. Per la posa in opera di tasselli metallici in strutture in cemento armato, solitamente si impiega un trapano definito "tassellatore". Per realizzare fori di grosso diametro nel cemento armato, come nel caso in cui si debba far passare tubi dell'acqua attraverso una parete portante, è preferibile utilizzare un attrezzo definito "demolitore"; la tecnologia di questo attrezzo consiste in due funzioni distinte selezionabili sul momento: scalpello demolitore o trapano a percussione, l'efficienza dell'attrezzo, ovvero la rapidità di perforazione, conseguenza della forza battente, è riportata nelle specifiche dichiarate dal costruttore, espressa in Joule. Questi tipi di trapani adottano punte a forare conformate diversamente dalle normali, sia nel codolo di innesto che nella forma e angolazione nel tagliente, il quale può essere a inserti multipli, pertanto non compatibili con quelle del trapano normale. Gli standard più diffusi sono due, "SDS plus" per inserti destinati a lavorazioni di medio impegno e "SDS max" per inserti destinati a lavorazioni più impegnative, i mandrini e gli inserti sono ovviamente incompatibili tra di loro, l'uso del tagliente multiplo rispetto alla classica piastrina a doppio tagliente conferisce al foro eseguito una cilindricità più uniforme. Per praticare fori di diametro ancora maggiore, viene usato un attrezzo chiamato carotatrice, impiegato esclusivamente in ambito professionale, il quale adotta come elementi da taglio, utensili cilindrici disponibili in vari diametri e lunghezze, chiamati foretti o corone dentate.

### Modelli portatili
Sono versioni maneggevoli, dotati di un motore azionato dalla corrente di linea o da batterie autonome. I trapani portatili si dividono in due categorie: la prima dispone di un motore azionato dalla corrente di rete, la seconda dispone di un motore alimentato da batterie autonome.
I primi, con potenze che variano da poche centinaia di watt a oltre 2 kilowatt, sono adatti per forature impegnative su metallo, pietra e cemento. Sono disponibili versioni con velocità di lavoro variabile, caratteristica quasi indispensabile nei casi in cui si preveda un uso generico dell'attrezzo. Due esempi sull'uso della velocità minima e massima: la foratura dell'acciaio inossidabile, data l'estrema tenacità di questa lega, obbliga a mantenere lento l'avanzamento del tagliente della punta, perché anche se questa è in HSS (acciaio super rapido) al cobalto e la zona del taglio viene lubrificata con olio, il valore dell'attrito è tale che velocità elevate portano facilmente alla fusione della punta; all'estremo opposto, vi è la foratura del legno, in cui maggiore è la velocità di rotazione della punta, minore è il rischio di scheggiature sul bordo del foro. Per l'uso hobbistico sono disponibili supporti da banco, adatti a permetterne l'uso come fossero trapani a colonna: i più economici adottano il sistema a leva, mentre i supporti a cremagliera, più precisi e agevoli nell'uso, sono più costosi.
Le parti principali da cui è costituito un trapano portatile sono: l'involucro esterno detta carcassa, un motore formato da un indotto o rotore e uno statore, un interruttore, una parte meccanica formata dagli ingranaggi ed un mandrino.
I trapani a batteria, meno potenti, hanno il vantaggio di non aver bisogno di una presa elettrica per funzionare. Dispongono di una batteria a sostituzione rapida che, in base alla capacità di accumulo, permette di lavorare per un certo tempo. A carica esaurita la batteria va sostituita con una carica, e le batterie sono solitamente ricaricabili tramite un apposito alimentatore fornito in dotazione al trapano. Un dato indiretto per valutare la potenza e la durata di lavoro della batteria è il suo valore di tensione, che può variare tra 9, 12, 18 e 24 V. Un elevato valore di tensione fornisce maggiore potenza e permette di lavorare più a lungo prima di dover sostituire la fonte di energia. Non sviluppando forze molto grandi, dispongono tutti di mandrino autoserrante, ovvero non occorre una chiave per serrare la punta. Una funzione quasi sempre presente è la reversibilità di rotazione, utile, usando gli inserti appropriati, per svitare viti da legno, che è attivabile tramite una levetta o un pulsante, i quali, azionando un deviatore, invertono la polarità della corrente inviata al motore, facendolo quindi ruotare nel verso opposto.
Un'ultima importante considerazione da farsi su tutti gli utensili elettrici e quindi anche per i trapani: normalmente viene dichiarato dal produttore che un determinato utensile o un trapano ha una potenza, per esempio, di 1000W (watt). Questa indicazione è formalmente errata poiché, in effetti la caratteristica che ci viene mostrata non è la potenza bensì l'assorbimento dell'utensile; la potenza reale resa si aggira intorno al 50% della potenza assorbita, tranne in qualche caso.

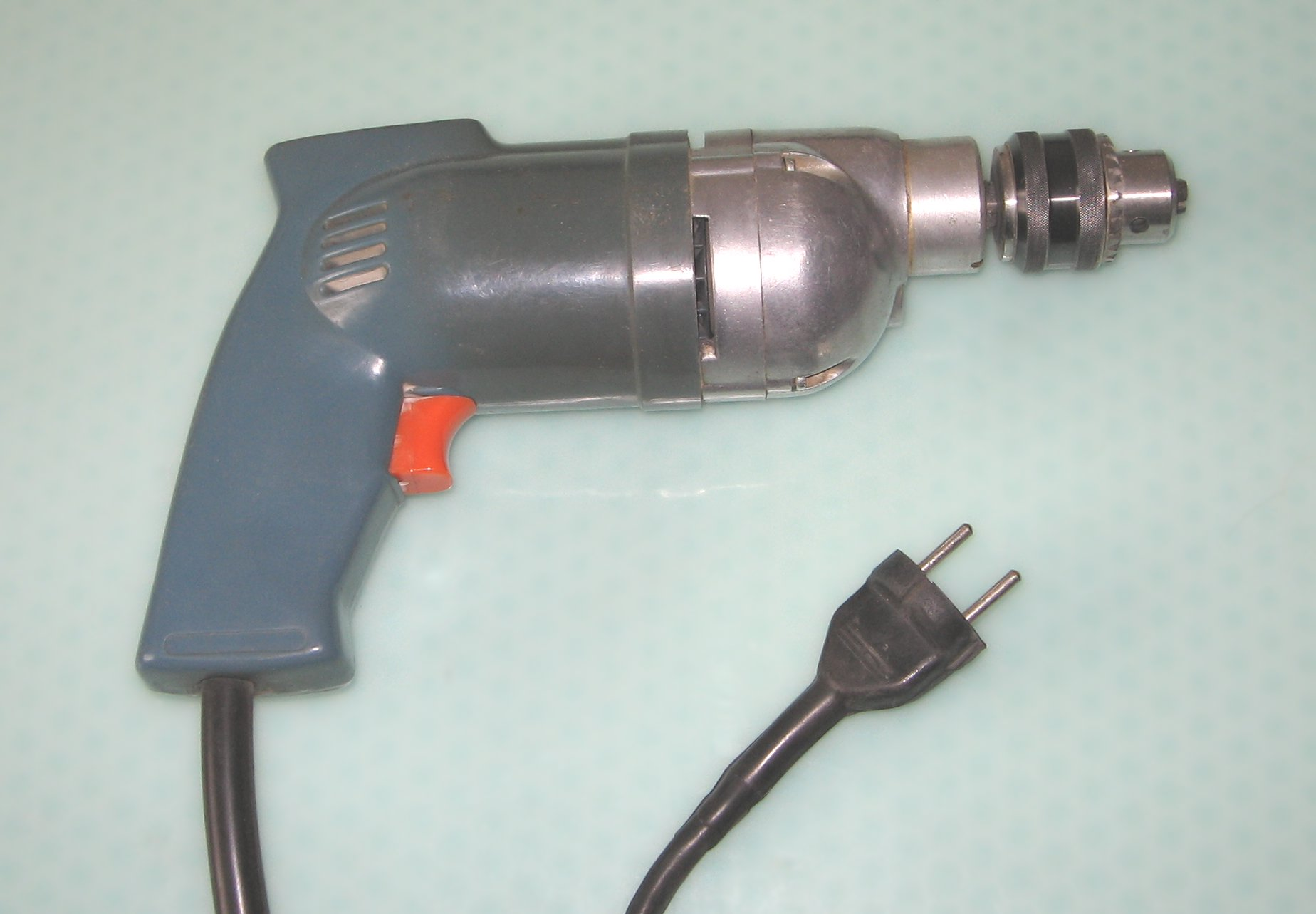
Trapano elettrico
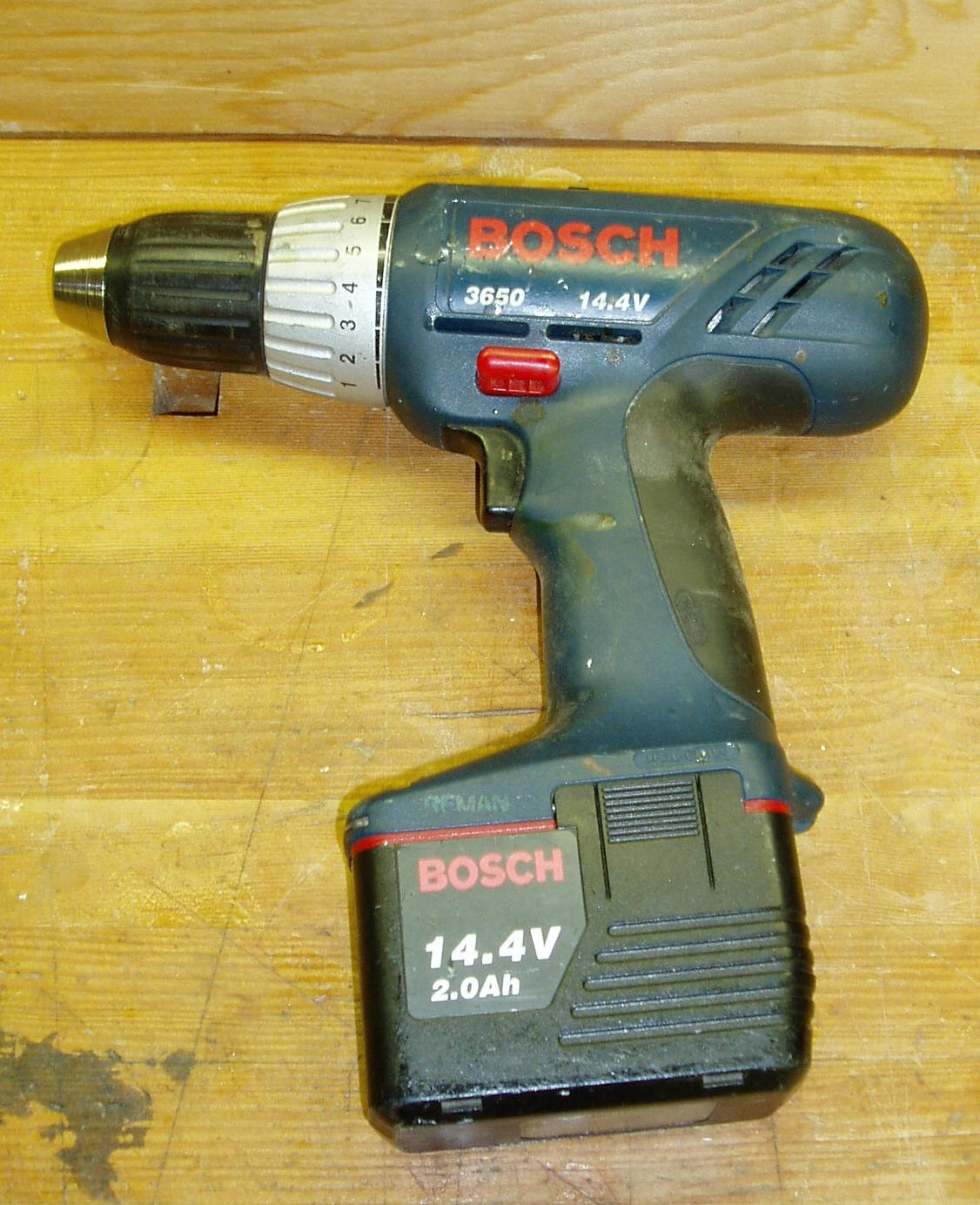
Trapano a batteria
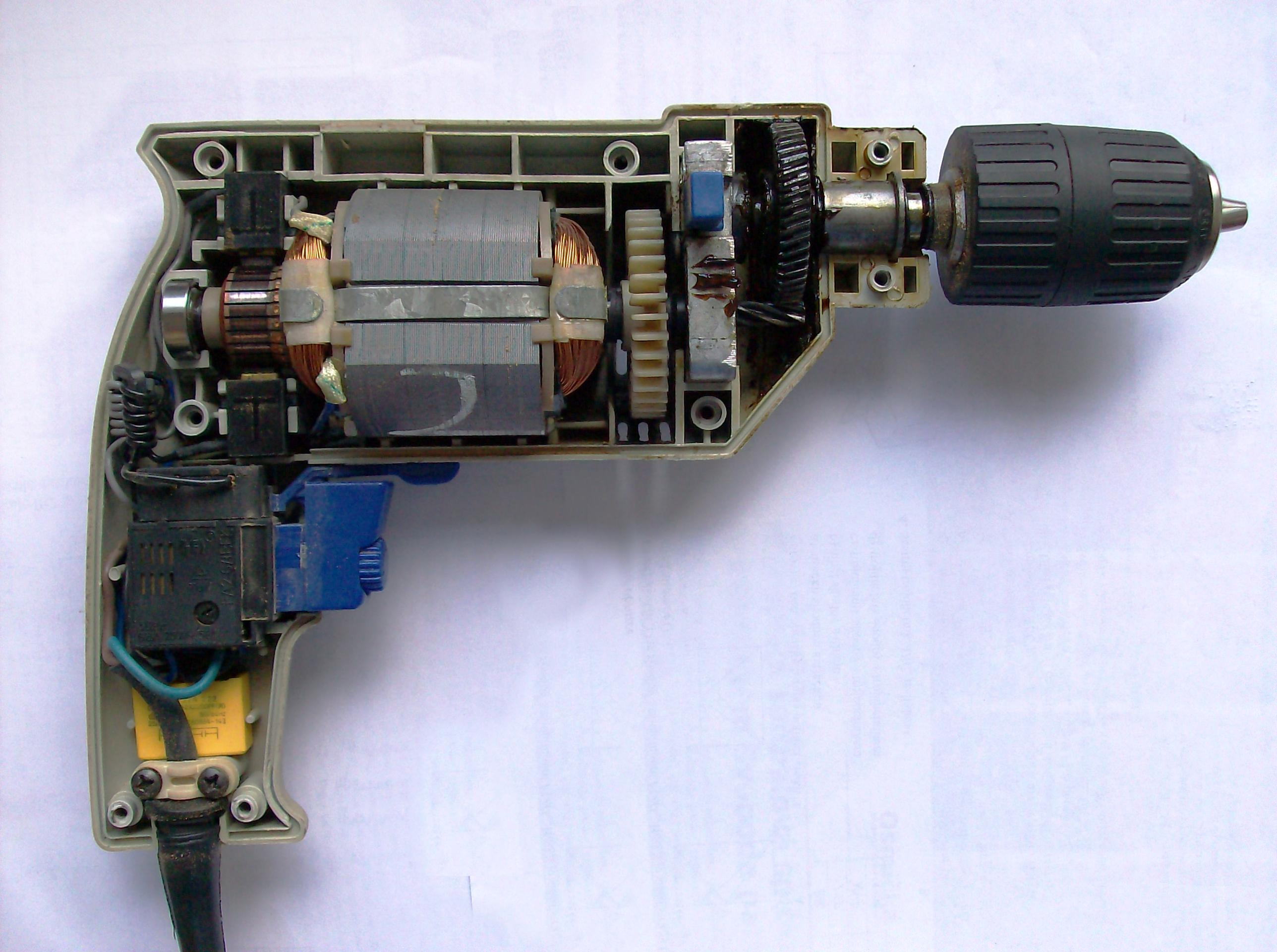
Vista interna di un trapano portatile

### Trapani azionati manualmente

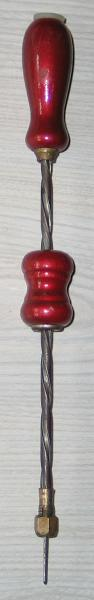
Trapanino a vite da traforo, con punta a lancia
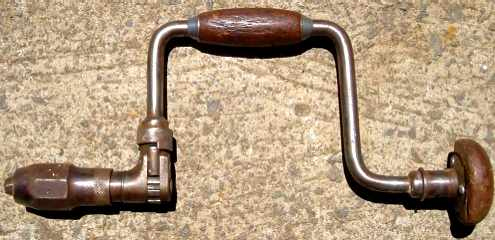
Menarola o girabacchino
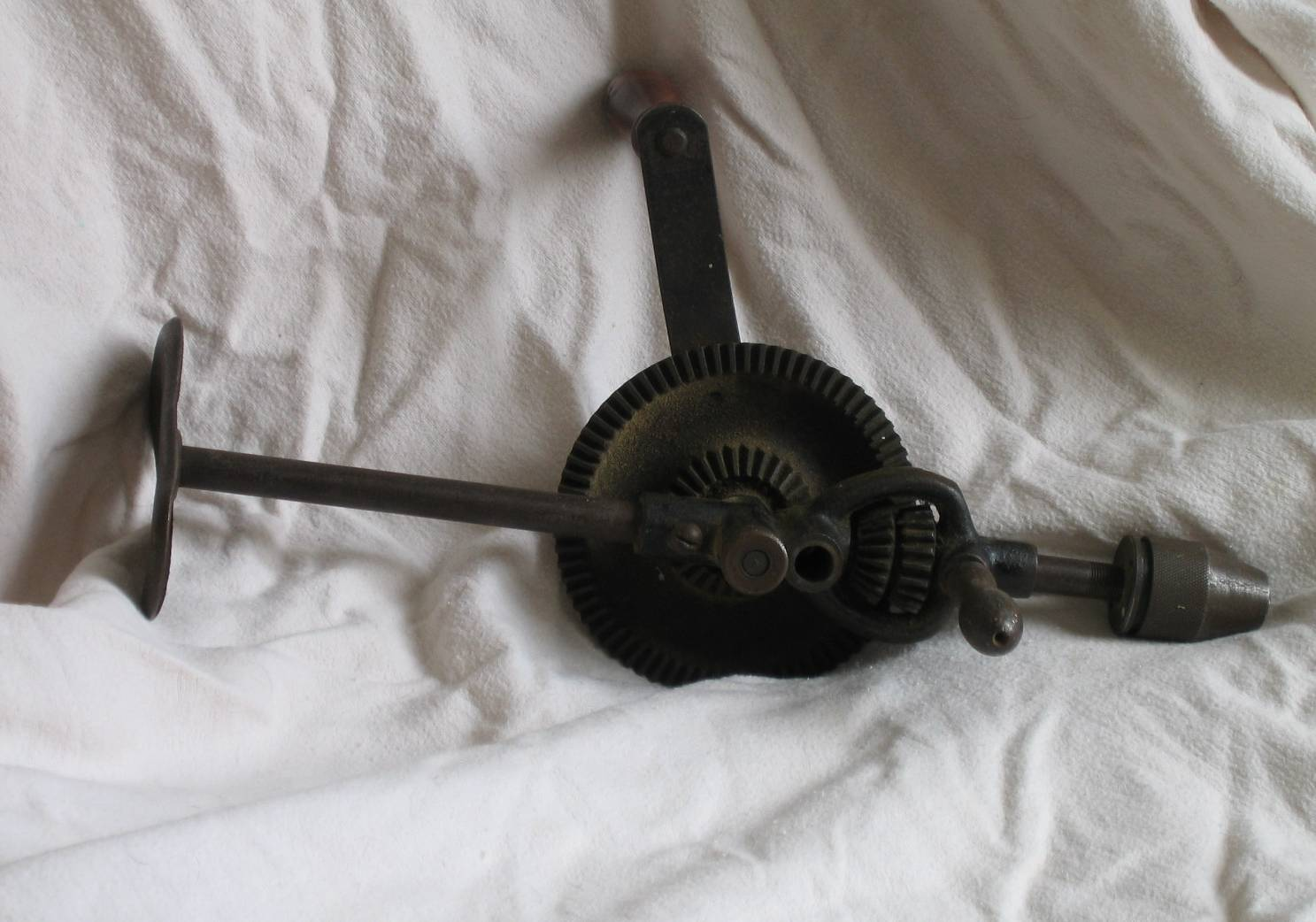
Trapano ad ingranaggi
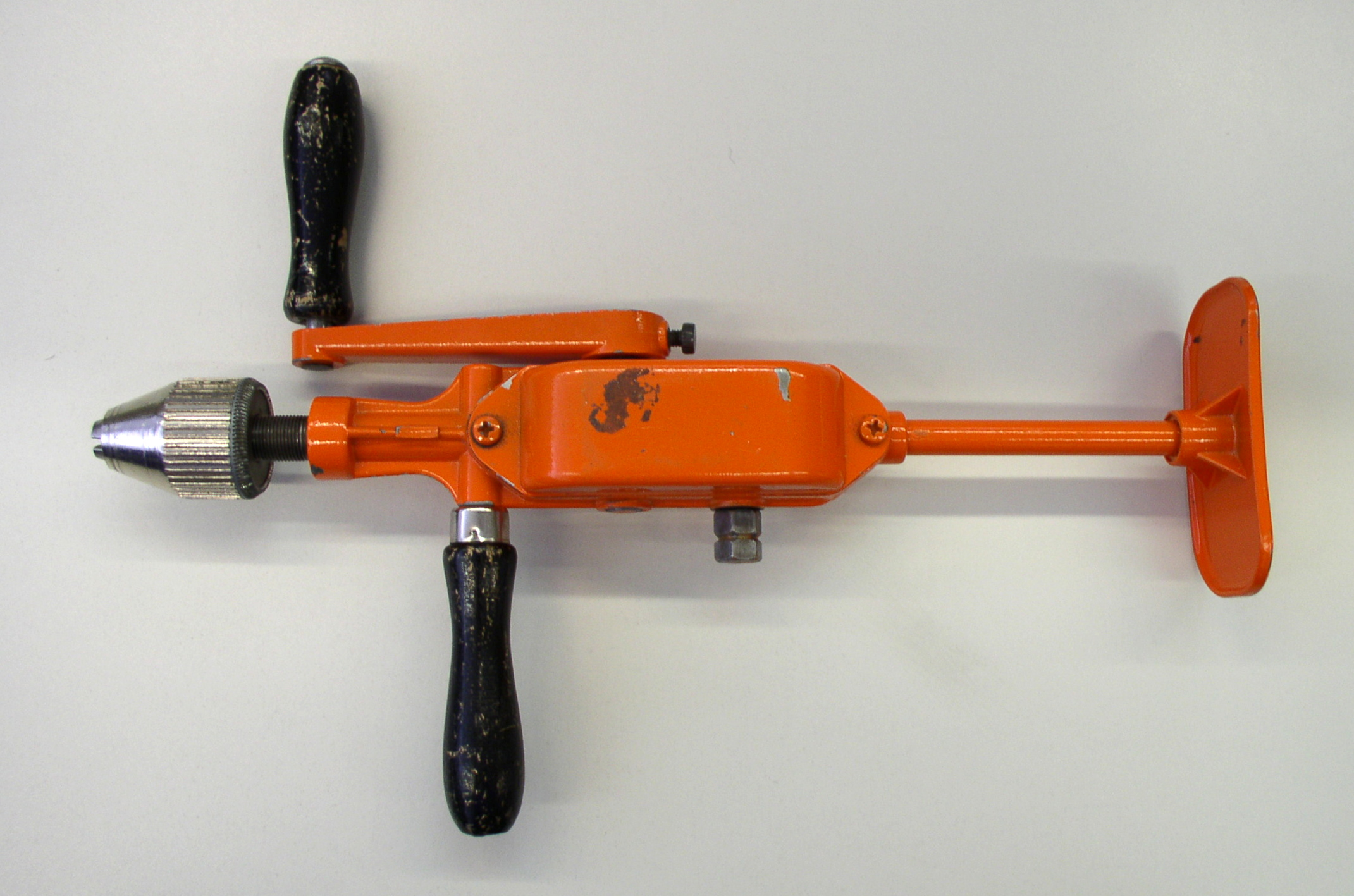
Trapano ad ingranaggi con scatola di protezione

## Applicazioni

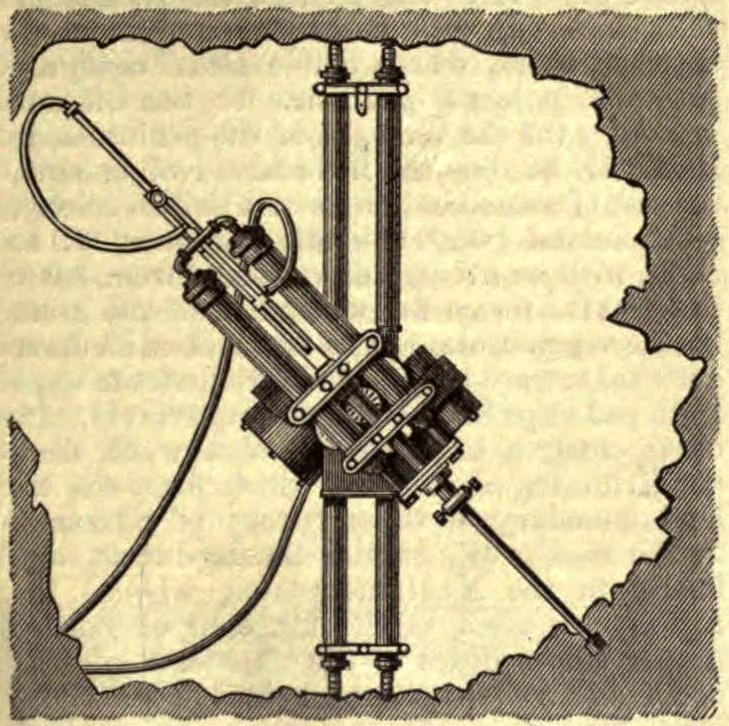
Trapano per la foratura di roccia
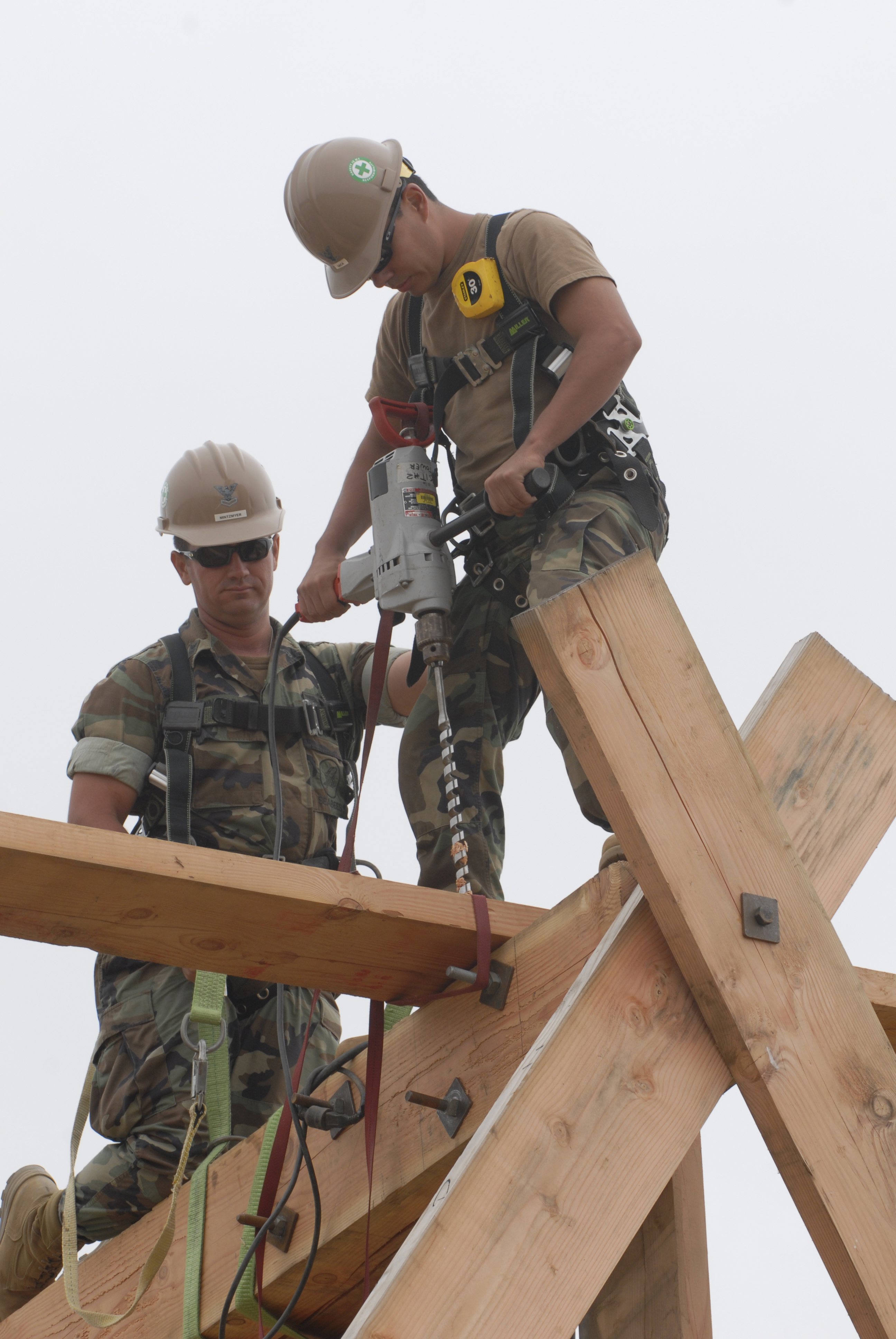
Trapanatura di travi di legno
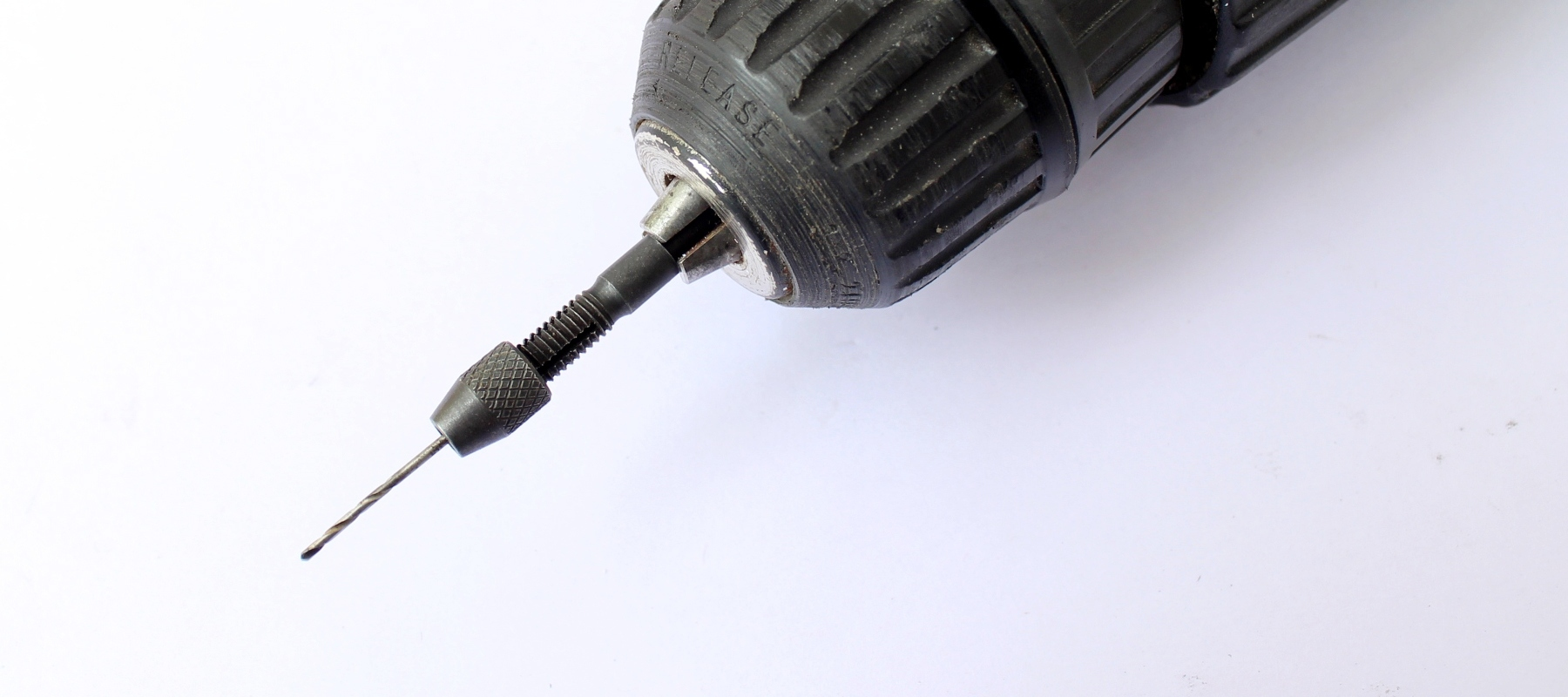
Trapano con adattatore per foratura di circuiti stampati
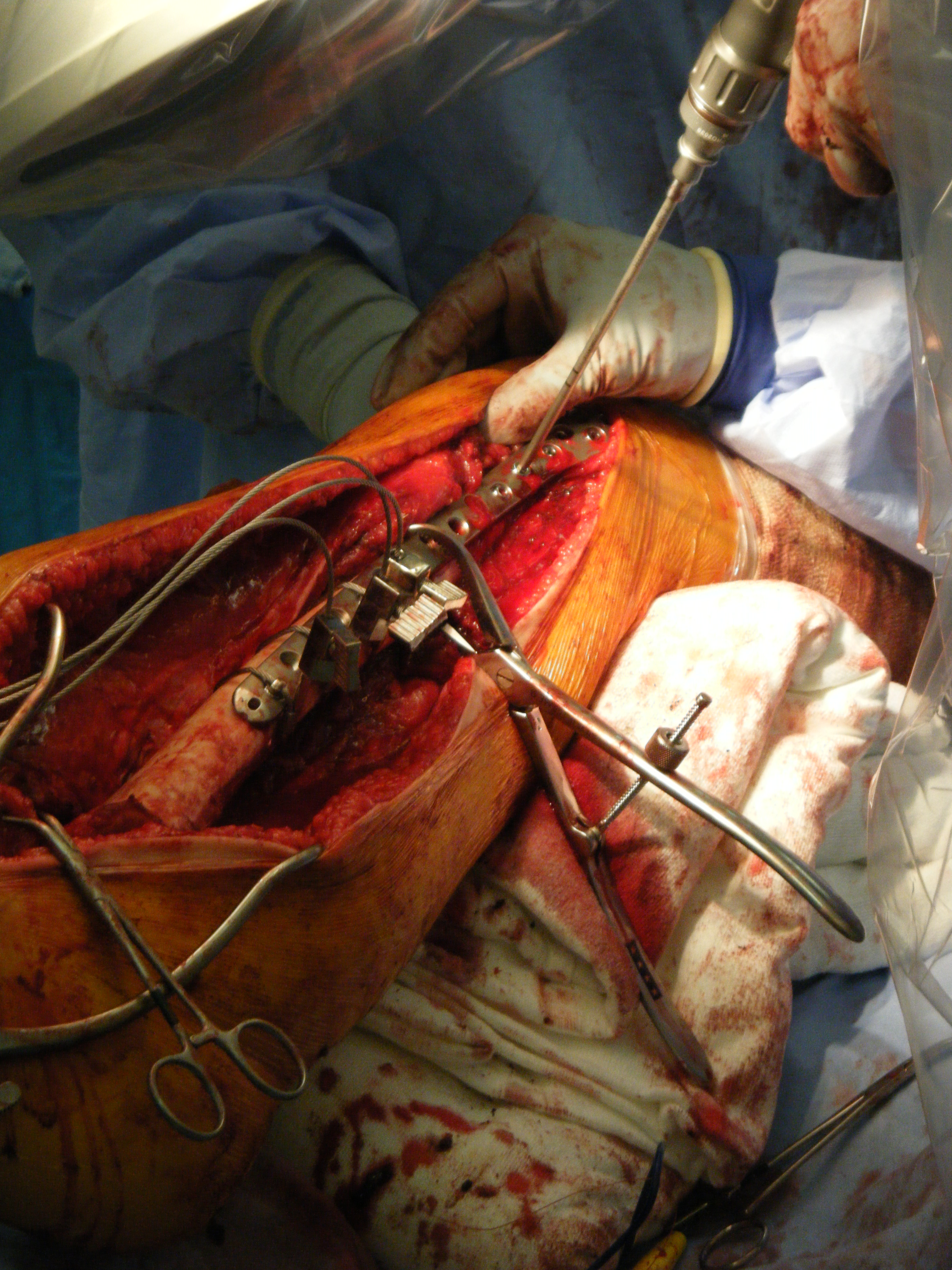
Utilizzo di un trapano chirurgico su un femore
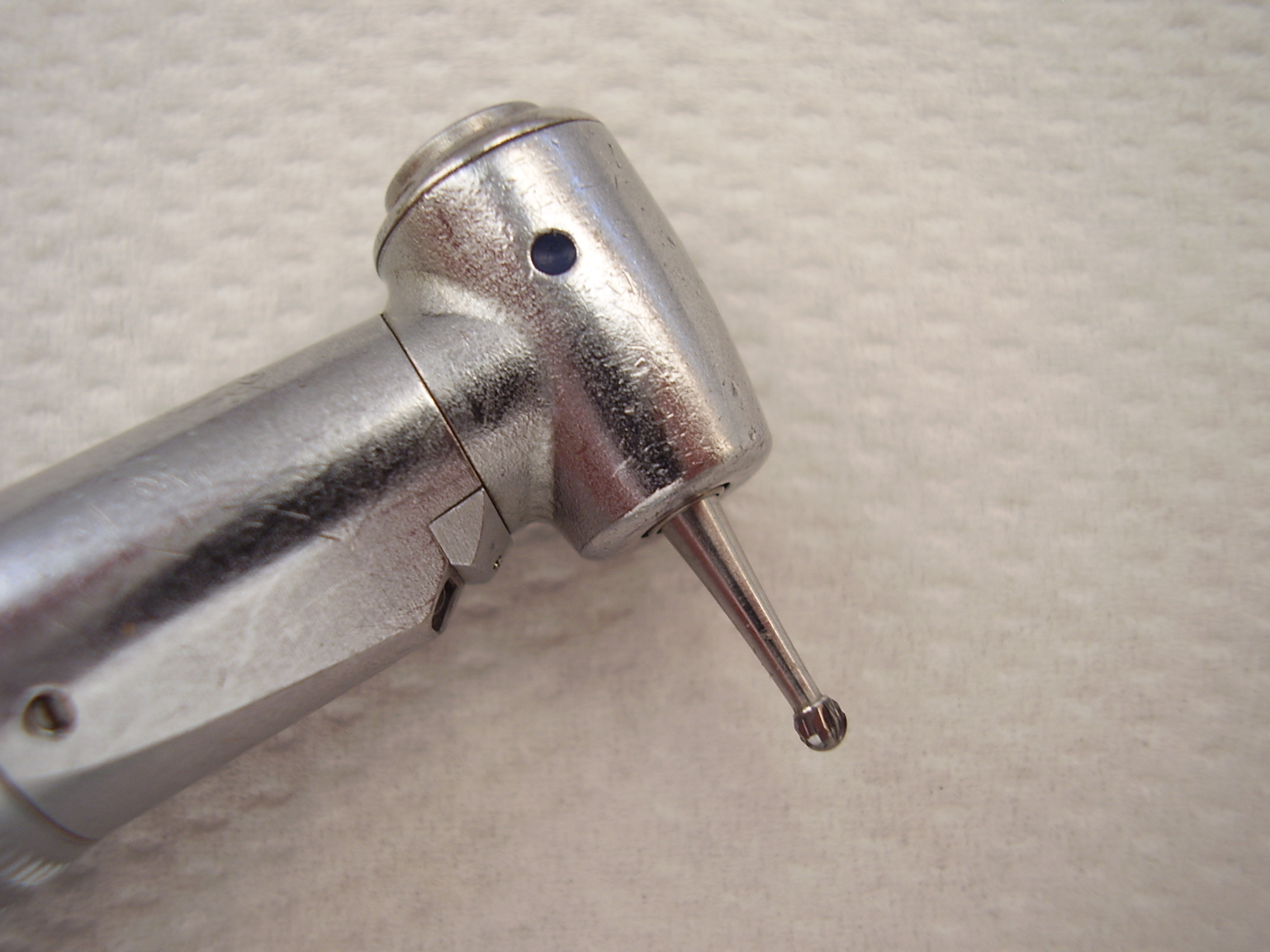
Trapano odontoiatrico
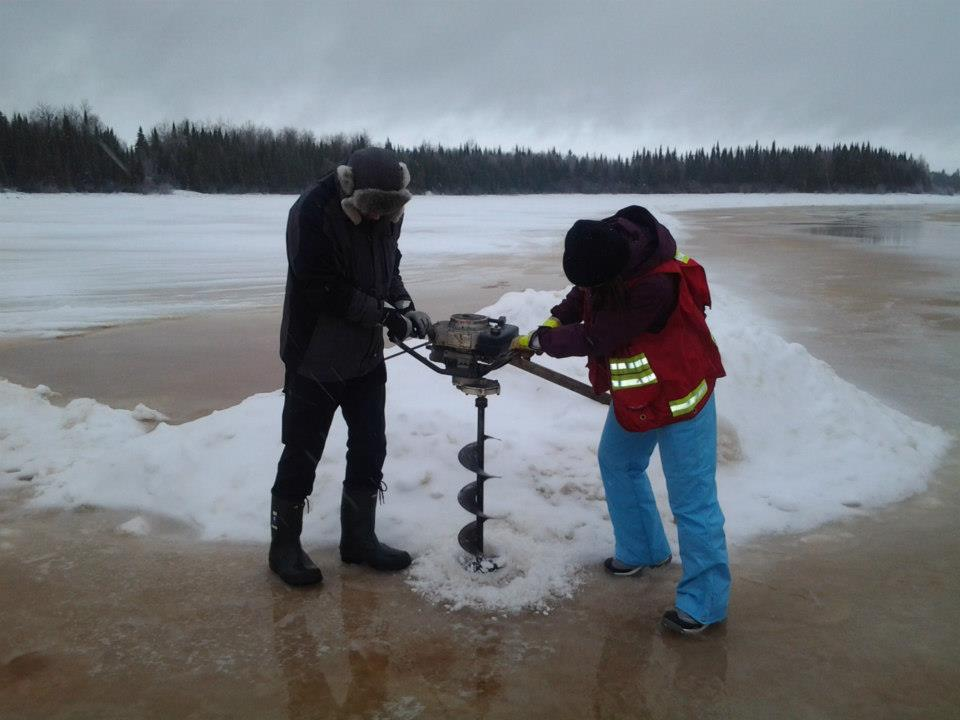
Prova di foratura del ghiaccio

## Capacità di massima foratura
La capacità di massima foratura indica in mm il diametro massimo del foro che il trapano può eseguire con la punta specifica per la sua applicazione. Ad esempio, la capacità di foratura massima di un trapano con potenza di 550 W della Black & Decker è descritta come segue:
| Materiale          | Capacità (mm) |
| ------------------ | ------------- |
| Legno              | 20            |
| Mattoni (generico) | 13            |
| Metallo            | 13            |